# Olympische Jugend-Sommerspiele 2014/Teilnehmer (Myanmar)
| Gelbes Symbol für Goldmedaillen mit stilisierten Olympischen Ringen | Graues Symbol für Silbermedaillen mit stilisierten Olympischen Ringen | Braundes Symbol für Bronzemedaillen mit stilisierten Olympischen Ringen |
| ------------------------------------------------------------------- | --------------------------------------------------------------------- | ----------------------------------------------------------------------- |
| —                                                                   | —                                                                     | —                                                                       |

Die Jugend-Olympiamannschaft aus Myanmar für die II. Olympischen Jugend-Sommerspiele vom 16. bis 28. August 2014 in Nanjing (Volksrepublik China) bestand aus vier Athleten.

## Athleten nach Sportarten

### Bogenschießen
Jungen
- Kyaw Min Thiha
Einzel: 17. Platz
Mixed: 27. Platz (mit Diananda Choirunisa  Indonesien)

### Gewichtheben
Mädchen
- Oo Zin May
Federgewicht: 6. Platz

### Leichtathletik
Mädchen
- Hnin Yu Soe
2000 m Hindernis: 16. Platz
8 × 100 m Mixed: 24. Platz

### Segeln
Jungen
- Aung Set Naing
Windsurfen: 13. Platz